# SŽ serija 342
SŽ 342 je serija enosistemskih štiriosnih električnih lokomotiv, ki sestavljajo vozni park Slovenskih železnic. Ker ima v primerjavi s šestosnimi sodobnicami "le" štiri osi ter je zaradi tega nekoliko krajša in šibkejša, so jo železničarji nekoliko posmehljivo poimenovali moped. Ker se je lokomotiva izkazala za eno najzanesljivejših, se je zanjo uveljavil tudi vzdevek car.
V letih 1968–1970 je bilo iz Italije dobavljenih 40 lokomotiv, ki so vlekle potniške in lažje tovorne vlake. Njihova življenjska doba se izteka in vozni park se je do sedaj približno razpolovil. V zadnjih letih so nekaj lokomotiv prodali italijanskima regionalnima železnicama Ferrovie Emilia-Romagna (FER) in Ferrovie Nord Milano (FNM), kjer so jih preštevilčili v serijo E640, nekaj so jih že razrezali, tudi preostanek bo najverjetneje v nekaj letih umaknjen iz prometa. 

## Pogon
Lokomotiva vsebuje štiri električne motorje (vsak motor na svoji osi) ki jih je mogoče glede na režim vleke vezati vzporedno ali zaporedno. Prenos na gnani osi je preko zobniškega razmerja 25:76.